# Stathmopoda plumbiflua
Stathmopoda plumbiflua is een vlinder uit de familie Stathmopodidae. De wetenschappelijke naam van de soort is voor het eerst geldig gepubliceerd in 1911 door Meyrick.